# 1861
Промислова революція •  Національно-визвольні рухи • Робітничий рух •  Російська імперія •  Британська імперія •  Рісорджименто •  Громадянська війна у США.

## Геополітична ситуація
У Росії царює імператор Олександр II (до 1881). Російській імперії належить більша частина України, значна частина Польщі, Грузія, Закавказзя, Фінляндія, Аляска. Україну розділено між двома державами — Королівство Галичини та Володимирії належить Австрії, Правобережжя, Лівобережжя та Крим — Російській імперії.
В Османській імперії султана Абдул-Меджида I змінив Абдул-Азіз (до 1876). Під владою османів перебувають Близький Схід та Єгипет, Середземноморське узбережжя Північної Африки, Болгарія. Васалами османів є Сербія та Боснія, Волощина та Молдова.
В Австрійській імперії править Франц-Йосиф I (до 1916). Імперія охоплює, крім власне австрійських земель, Угорщину з Хорватією, Трансильванію, Богемію, Північну Італію. На троні Пруссії — Фрідріха-Вільгельма IV змінив Вільгельм I (до 1888). Королівство Баварія очолює Максиміліан II (до 1864). Австрія, Пруссія, Баварія та інші німецькомовні держави об'єднані в Німецький союз.
У Франції править Наполеон III Бонапарт (до 1870). Франція має колонії в Алжирі, Карибському басейні, Південній Америці та Індії. На троні Іспанії сидить Ізабелла II (до 1868). Королівству Іспанія належать частина островів Карибського басейну, Філіппіни. У Португалії почав правити Луїш I (до 1889). Португалія має володіння в Африці, Індії, Індійському океані й Індонезії.
У Великій Британії триває Вікторіанська епоха — править королева Вікторія (до 1901). Британія має колонії в Північній Америці, на Карибах та в Індії. Королівство Нідерланди очолює Віллем III (до 1890). Король Данії та Норвегії — Фредерік VII (до 1863), на шведському троні Оскара I змінив Карл XV (до 1872). Утворилося Королівство Італія, яке очолив Віктор Емануїл II (до 1878). Існує Папська держава з центром у Римі.
Бразильську імперію очолює Педру II (до 1889). Посаду президента США займає Авраам Лінкольн, від США відколися Конфедеративні Штати Америки, почалася Громадянська війна. Територія на півночі північноамериканського континенту, Провінції Канади, належить Великій Британії, територія на півдні континенту — Мексиці.
В Ірані при владі Каджари. Владу над Індостаном утримує Британська корона. У Бірмі править династія Конбаун, у В'єтнамі — династія Нгуєн. У Китаї володарює Династія Цін, триває Тайпінське повстання. У Японії триває період Едо.

## Події

### В Україні
- 10 березня помер Тарас Шевченко.
- 22 травня відбулося перепоховання Тараса Шевченка на Чернечій горі над Дніпром у Каневі[1].
- Побачив світ перший номер журналу «Основа».

### У світі

#### Січень— червень
- 2 січня помер прусський король Фрідріх-Вільгельм IV, трон успадкував Вільгельм I.
- Громадянська війна у США:
  - Упродовж січня-лютого від США відкололися Делавер, Міссіссіппі, Флорида, Алабама, Джорджія, Луїзіана та Техас.
  - 8 лютого проголошено створення Конфедеративних Штатів Америки
- 29 січня Канзас вступив до США 34-м штатом.
- 19 лютого в Петербурзі імператор Олександр II підписав «Маніфест» про скасування кріпацтва.
- 27 лютого російські війська відкрили у Варшаві вогонь по натовпу, що протестував проти російської влади в Польщі, вбито 5 протестувальників.
- 3 березня скасовано кріпацтво в Російській імперії.
- 4 березня Авраам Лінкольн склав присягу президента США.
- 10 березня Омар Саїду Талл захопив Сегу.
- 17 березня — після затяжних конфліктів і завоювань землі Апеннінського півострова від півночі до півдня об'єднали в одну країну — Італію. Королем нової країни проголошено Віктора Емануїла II
- 20 березня Королівство Обох Сицилій припинило існування.
- 12 квітня з бомбардування форту Самтер почалися бойові дії Громадянської війни в США.
- 17 квітня зі складу США вийшла Вірджинія.
- 24 квітня в Росії спалахнуло Бездненське повстання; військові відкрили вогонь, близько 5000 вбитих.[2]
- 6 травня від США відколовся Арканзас, а 7 травня — Теннессі.
- 20 травня від США відкололася Північна Кароліна.
- 25 червня помер турецький султан Абдул-Меджид I. Його спадкоємцем став Абдул-Азіз.

#### Липень— грудень
- 21 липня відбулася Перша битва при Булл-Рані, яка завершилася перемогою конфедератів.
- 17 вересня відбулася битва під Павоном, якою закінчилася історія Аргентинської конфедерації, й почалося домінування Буенос-Айреса в країні.
- 31 жовтня зі складу США вийшов штат Міссурі.
- 6 листопада Джефферсона Девіса обрано президентом Конфедеративних штатів Америки.
- 10 грудня Кентуккі прийнято до Конфедеративних штатів Америки.

### В суспільному житті
- На території Пакистану побудовано першу залізничну лінію Карачі — Котрі.
- Відкрилася Фондова біржа Торонто.
- Засновано Університет Вашингтону.
- Припинила роботу служба Поні-експес.
- Побачив світ перший номер L'Osservatore Romano.
- Роберт Фіц-Рой зробив перший публічний прогноз погоди.
- Анрі Муо відкрив Ангкор-Ват.

### У науці
- Герман фон Меєр описав перший екземпляр археоптерикса, знайденого 1860 року, і назва його Archaeopteryx lithographica
- Опубліковано рівняння Максвелла, що лежать в основі теорії електромагнітного поля.
- 30 березня сер Вільям Крукс анонсував відкриття нового елемента — Талію.
- 13 травня в Австралії відкрито комету C/1861 J1 («Велика Комета 1861 року»).
- 14 травня на Землю біля Барселони, Іспанія, упав метеорит Канеллас (англ. Canellas) типу хондрити, вагою в 859 грам.

### У мистецтві
- Завершилася публікація роману Чарлза Дікенса «Великі сподівання».
- Відбулася прем'єра опери Станіслава Монюшка «Чесне слово».

### У спорті
- Відбулося перше сходження на гору Вайсгорн.

## Народились
Див. також Категорія:Народились 1861
- 7 травня — Рабіндранат Тагор, індійський письменник.
- 20 червня — Фредерік Ґоуленд Гопкінс, англійський біохімік.
- 7 липня — Нетті Стівенс, американський біолог.
- Бетсон Вільям, англійський біолог-антидарвініст, прихильник менделізму, один із творців генетики (пом. 1926).
- 23 вересня — Роберт Бош, німецький інженер, засновник однойменної фірми.
- 10 жовтня — Фрітьйоф Нансен, норвезький полярний дослідник, лауреат Нобелівської премії миру 1922 року.

## Померли

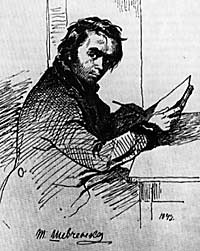
Шевченко

Див. також Категорія:Померли 1861
- 10 березня — Тарас Шевченко, відомий український письменник (* 1814).